# Карери
Карери (итал. Careri) — коммуна в Италии, расположена в области Калабрия, подчиняется административному центру метропольный город Реджо-ди-Калабрия.
Население коммуны, на 01.01.2024 года, составляет 2088 человек, плотность населения — 53,97 чел./км². Коммуна занимает площадь 38,69 км². 
Почтовый индекс — 89030. Телефонный код — 0964.